# Artur Sarnat
Artur Sarnat (ur. 20 września 1970 w Krakowie. zm. 17 listopada 2024) – polski piłkarz, który występował na pozycji bramkarza.

## Kariera
Wychowanek Wawelu Kraków. Rozegrał 181 meczów w I lidze w barwach Wisły Kraków i Polonii Warszawa. Będąc graczem tej pierwszej drużyny występował w latach 1998–2001 w europejskich pucharach, m.in. w spotkaniach z Parmą, FC Porto, Barceloną i Interem Mediolan. Był także zawodnikiem tureckiego Diyarbakırsporu, z którego odszedł ze względu na niewywiązanie się pracodawcy z zobowiązań finansowych. Karierę piłkarską zakończył w Kmicie Zabierzów po rundzie jesiennej sezonu 2007/2008. 
1 lipca 2011 roku został trenerem bramkarzy Garbarni Kraków.

## Kontrowersje

### Afera korupcyjna
W lipcu 2011 roku został ukarany roczną dyskwalifikacją w zawieszeniu na trzy lata przez Polski Związek Piłki Nożnej w związku z czynami korupcyjnymi w klubie Świt Nowy Dwór Mazowiecki. Dodatkowo musiał zapłacić 10 tysięcy złotych kary.

## Sukcesy

### Wisła Kraków
- I liga: 1999, 2001
- Puchar ligi: 2001
- Puchar Polski: 2002

## Życie prywatne
Syn Ryszarda Sarnata, byłego piłkarza m.in. Wisły Kraków i Cracovii. Był żonaty z Barbarą, piłkarką ręczną, która grała dla Cracovii. Mają razem córkę, Małgorzatę, która w młodości trenowała siatkówkę, a później grała w piłkę nożną w Wawelu Kraków.

## Śmierć
Zmarł 17 listopada 2024. Został pochowany 21 listopada 2024 roku na cmentarzu w Michałowicach, niedaleko Krakowa.